# Ель-Фуджайра (емірат)
Ель-Фуджайра, Фуджейра (араб. الفجيرة — зоря) — емірат у складі Об'єднаних Арабських Еміратів. Емірат Ель-Фуджайра — єдиний емірат ОАЕ, який має вихід до Оманської затоки, що є частиною Аравійського моря, і тим самим має непрямий зв’язок з Індійським океаном.Емірат Ель-Фуджайра — єдиний емірат ОАЕ, який має вихід до Оманської затоки, що є частиною Аравійського моря, і тим самим має непрямий зв’язок з Індійським океаном.
- Столиця — Ель-Фуджайра.
- Площа — 1166 км², населення — 137 940 осіб (2008 рік).

## Географія
На відміну від інших еміратів, розташовується на березі Оманської затоки Індійського океану. Територія Фуджейри простягнулася уздовж затоки більш ніж на 90 кілометрів. Значну частину території Фуджейри займають гори, що підступають до узбережжя майже впритул.

## Історія емірату
Ель-Фуджайра — наймолодший емірат ОАЕ. Спочатку він був у складі емірату Шарджа, у 1901 році місцевий шейх проголосив себе незалежним від Шарджі, проте Англія визнала незалежність Фуджейри тільки у 1953 році. У 1892—1971 роках територія Фуджейри входила до складу Договірного Оману. З 2 грудня02 1971 року у складі ОАЕ.

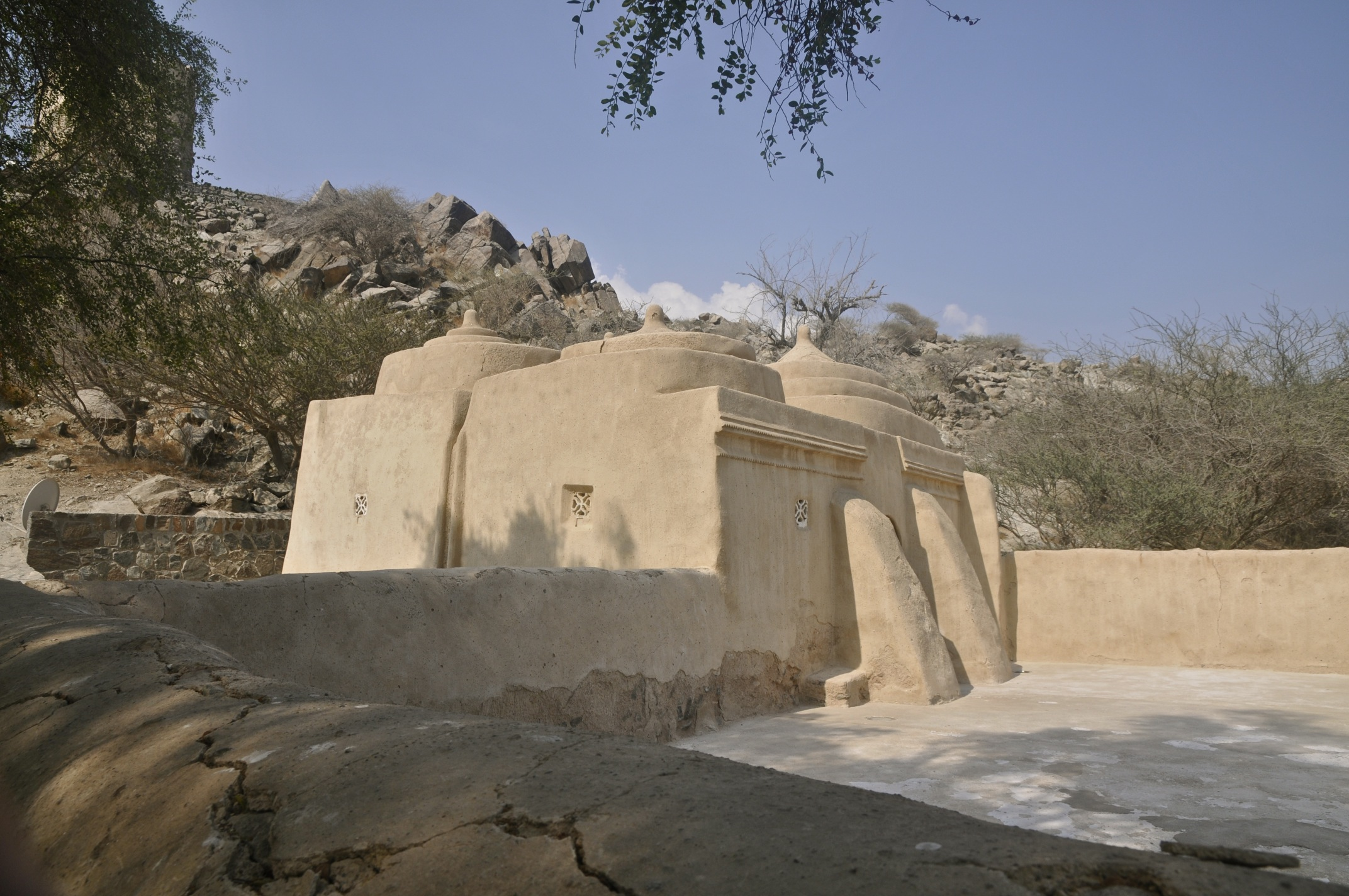
Al Bidyah Mosque
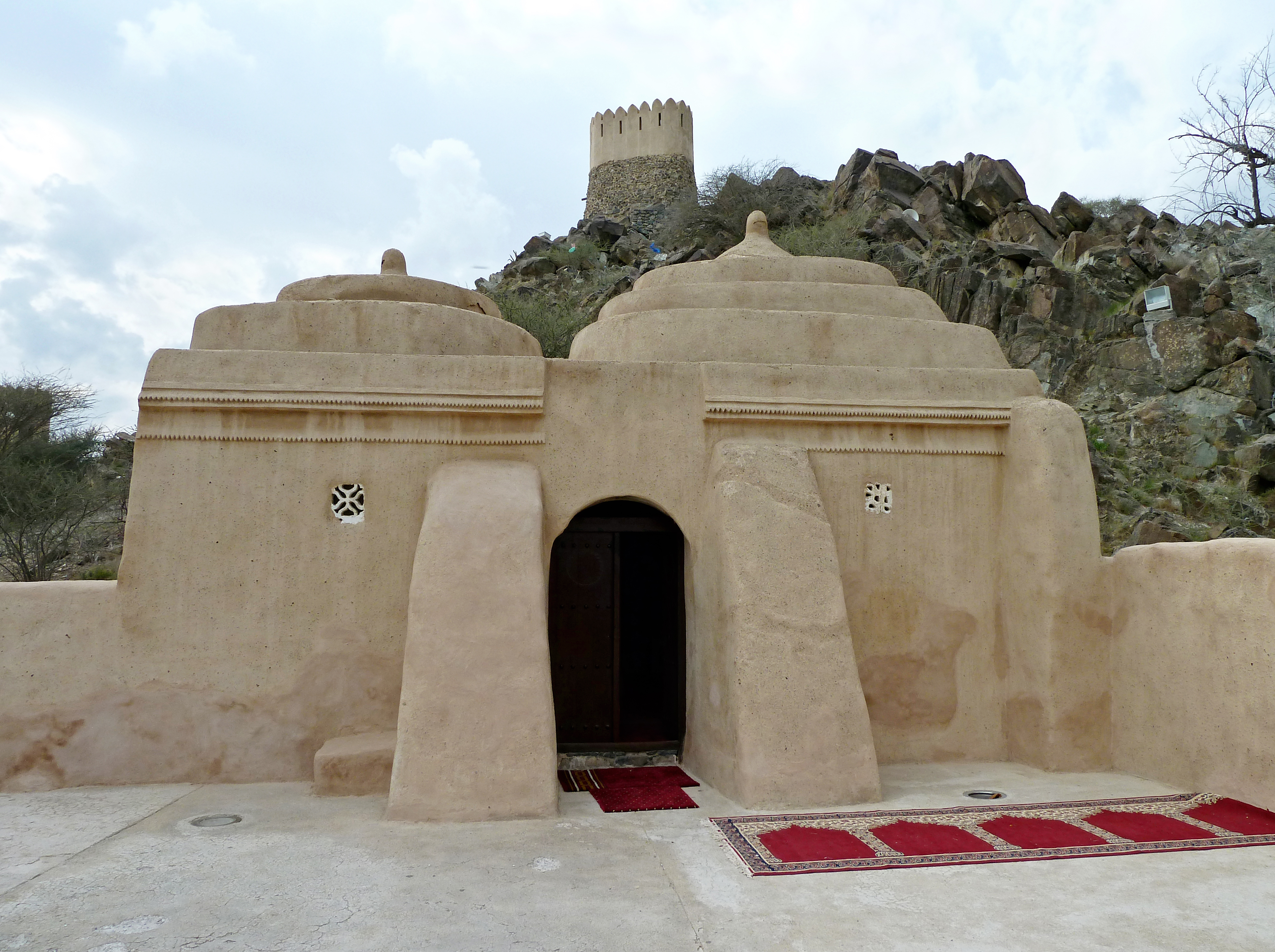
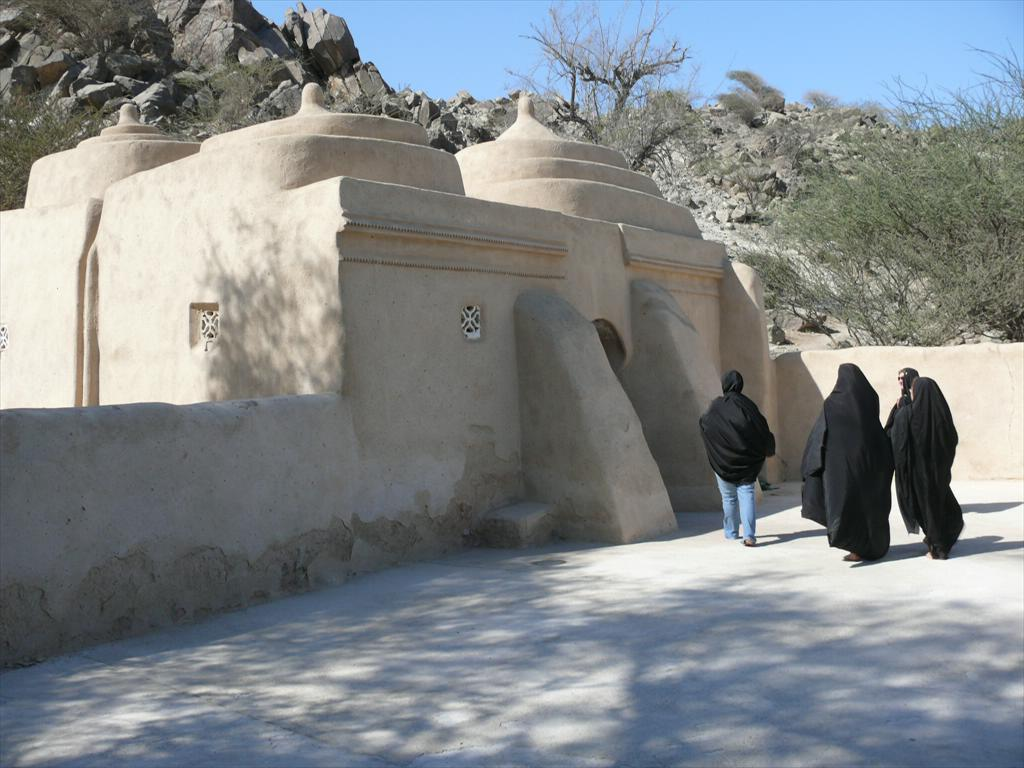
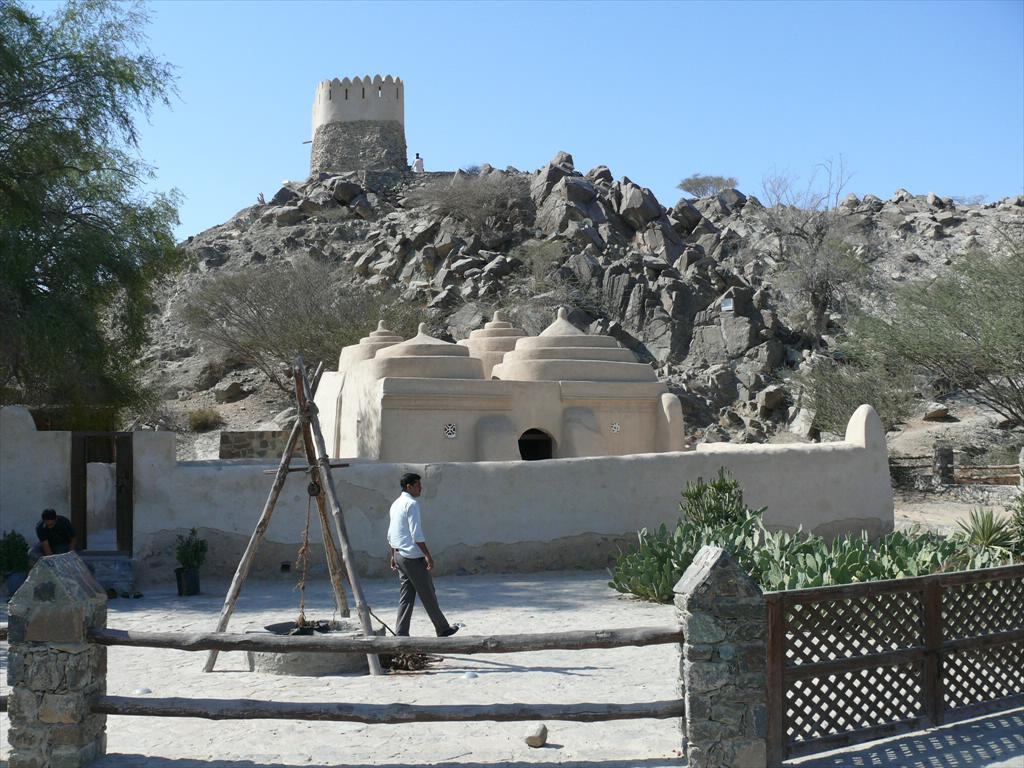

### Шейхи (з 1971р. еміри) Ель-Фуджайра з родуаш-Шаркі
- 1876—1936 рр. Хамад I бін Абдаллах
- 1936—1974 рр. Мухаммед бін Хамад
- 1974-донині Хамад II бін Мухаммад

## Економіка

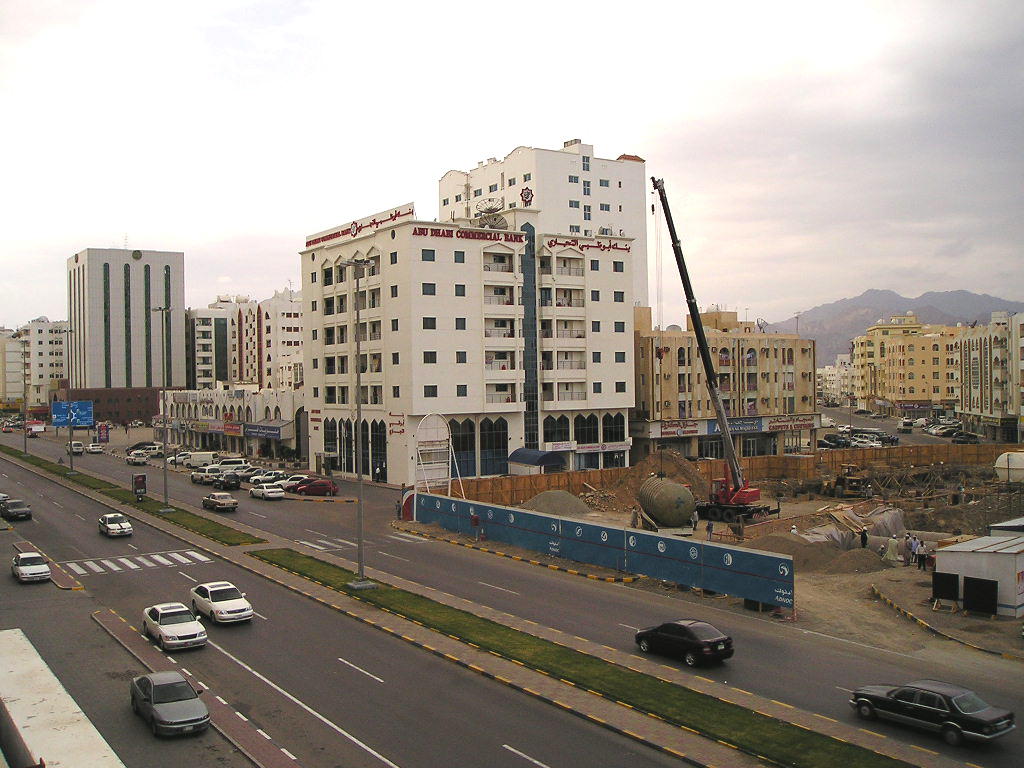
Будівництво є звичайним явищем в еміраті Ель-Фуджайра.

В еміраті немає головного джерела багатства і процвітання ОАЕ — нафти, зате є зручно розташований морський порт, який динамічно розвивається. Рибальство та сільське господарство є основними видами діяльності у Фуджайрі.

## Туризм
Гордістю емірату є піщані пляжі і гористі миси, мальовничі ущелини, безліч мінеральних джерел і зелені, завдяки чому емірат дуже популярний серед туристів. В еміраті визначних пам'яток. У горах на автотрасі Шарджа — Ель-Фуджайра розташований традиційний п'ятничний ринок, що пропонує туристам величезний вибір килимів, вироблених у різних країнах, національні гончарні вироби та сувеніри. Тут же знаходиться мініатюрна будівля найстарішої в ОАЕ мечеті, побудованої у XVII столітті. На півночі емірату знаходиться рибальське містечко Дібба, яке є одним з найкращих місць для підводного плавання з трубкою і маскою або аквалангом. Колишній палац еміра Фуджайри — фортеця Ель-Хейль знаходиться за 8 км на північний захід від столиці емірату. Найсхідніший форт країни — Ель-Бітна (1735 рік). Зруйнований форт з невеликим водоймищем і пальмовим гаєм у Ваді-Дафта.